# 4328 Valina
4328 Valina (1982 SQ2) là một tiểu hành tinh vành đai chính được phát hiện ngày 18 tháng 9 năm 1982 bởi Henri Debehogne ở La Silla.